# Cónclave de 1724
El cónclave papal de 1724 se convocó tras la muerte del papa Inocencio XIII. Comenzó el 20 de marzo de 1724 y finalizó el 28 de mayo de ese mismo año con la elección del cardenal Pierfrancesco Orsini, fraile dominico, como papa Benedicto XIII. Este cónclave papal estuvo compuesto en gran medida por los mismos electores que habían elegido al papa Inocencio XIII en 1721, y las mismas facciones lo dominaron. Se hicieron múltiples intentos para elegir un candidato aceptable para las diversas monarquías católicas de la época, pero ninguno tuvo éxito hasta mayo. Benedicto XIII se resistió a su elección durante dos días, antes de ser convencido de aceptarla.

## Contexto
El cónclave papal que eligió a Inocencio XIII en 1721 estuvo dominado por cardenales nombrados por Clemente XI, quien había sido papa durante 21 años y nombrado a más de 70 cardenales durante ese tiempo. El cónclave que eligió a Inocencio estuvo marcado por una nueva alianza entre los cardenales franceses y españoles debido a un cambio en la dinastía española tras la Guerra de Sucesión Española que resultó en la ascensión de Felipe V, un Borbón y nieto de Luis XIV de Francia, a lo que anteriormente había sido un trono de los Habsburgo. 
Inocencio fue elegido por unanimidad con la perspectiva de que pudiera cooperar tanto con la Francia borbónica como con el emperador Habsburgo del Sacro Imperio Romano Germánico. Inocencio había tenido mala salud durante el año anterior a su muerte el 7 de marzo de 1724 y los preparativos para el cónclave para elegir a su sucesor habían comenzado antes de su muerte.

## Cónclave
Durante su pontificado, Inocencio XIII solo creó tres nuevos cardenales. A su muerte, la composición del Colegio Cardenalicio y sus facciones era similar a la de quien lo había elegido. El cónclave comenzó el 20 de marzo de 1724 con solo 33 cardenales electores presentes, pero finalmente participaron en la elección un total de 53 cardenales.
Al comienzo del cónclave, los electores de la facción zelanti intentaron elegir a Giuseppe Renato Imperiali, pero esto no fue posible debido a su impopularidad tanto en Francia como en España. Tras este intento, los cardenales representantes de los Borbones insistieron en que no se realizara ningún esfuerzo serio para elegir un nuevo papa hasta que todos los cardenales que viajaban hubieran llegado y hasta que los electores hubieran recibido instrucciones de los diversos monarcas católicos.
Annibale Albani, hermano de Clemente XI, intentó elegir papa a Fabrizio Paolucci, tras haberlo apoyado previamente en 1721. El emperador Habsburgo, Carlos VI, se oponía a Paolucci por simpatizar con los Borbones, y un veto papal de Carlos llegó desde Viena antes de que Paolucci pudiera ser elegido. Varios electores continuaron votando por Paolucci tras su exclusión en protesta por el veto. Representantes de Inglaterra intentaron influir en el cónclave para reducir los honores otorgados en Roma a los miembros de la Casa de Estuardo, pero su influencia fue limitada porque Giulio Alberoni, quien había accedido a ayudarlos, no tuvo influencia significativa en el cónclave.
Carlos VI había encomendado a su representante en la corte papal, Maximiliano Ulrich von Kaunitz, que colaborara estrechamente con Álvaro Cienfuegos para elegir al candidato que le convenía. Las instrucciones de Cienfuegos eran que los cardenales Pamfili, Vallemani, Spada, Piazza, Corradini, Caracciolo, Tanara, Orsini, Ruffo, Colonna, Davia , Boncompagni, Pico y Pignatelli serían aceptables para el emperador, y que los cardenales Paolucci, Olivieri, Bussi, Sagripanti y Origo serían excluidos.
Cienfuegos lideró a los electores del partido imperial en su intento de elegir a Giulio Piazza. Piazza estuvo a punto de ser elegido el 13 de mayo, pero le faltaron cuatro votos. Los electores confiaban en poder elegirlo porque llegaban más cardenales para participar en el cónclave, y se hizo público en Roma que Piazza probablemente sería el nuevo papa. Albani no apoyó esta idea porque no había participado en las negociaciones a pesar de ser el elector original que sugirió a Piazza, y debilitó su elección al proponer a Pierfrancesco Orsini como candidato suplente.

## Elección de Benedicto XIII
El 28 de mayo, el cónclave eligió por unanimidad a Orsini como papa. No había sido considerado un candidato serio en cónclaves anteriores debido a su falta de experiencia política. Orsini tenía 75 años entonces, y los cardenales tardaron dos días en convencerlo de que aceptara su elección. Se registró que pasó la noche anterior a su elección sin dormir y llorando. Incluso cuando los cardenales lo llevaron a la Capilla Sixtina para la votación formal para elegirlo papa después de haber estado convencidos de que aceptaría, él seguía renuente a aceptar su elección. 
Finalmente, solo la aceptó después de ser convencido por Agustín Pipia, Maestro de la Orden Dominicana, de la cual era miembro. Al aceptar su elección, intentó tomar el nombre de Benedicto XIV, que habría reconocido al antipapa Benedicto XIII, el último Papa de Aviñón durante el Cisma de Occidente. Los abogados de la Curia Romana finalmente persuadieron a Orsini para que tomara el nombre de Benedicto XIII.
La elección de Orsini fue notable en su época, ya que era inusual que los cardenales eligieran frailes, pues algunos los consideraban demasiado rígidos. Los miembros de las órdenes religiosas de la época solían ser respetados por los cardenales, pero rara vez eran elegidos, siendo Benedicto XIII tan solo el cuarto desde el Concilio de Trento. A diferencia de los demás mendicantes elegidos para el papado en este período, él era de noble cuna, siendo el hijo mayor del duque de Gravina, pero había perdido el derecho al título de su padre para ingresar a los dominicos.